# Катранык (станция)
Катранык, ж/д станция (рум. Catranîc, stație de cale ferată) — железнодорожная станция, образующая село в Фалештском районе Молдавии. Наряду с селами Егоровка и Чулук входит в состав коммуны Егоровка.

## География
Село расположено на высоте 141 метров над уровнем моря.

## Население
По данным переписи населения 2004 года, на станции Катранык проживает 812 человека (391 мужчина, 421 женщина).
Этнический состав села:
| Национальность | Число жителей | Процентный состав |
| -------------- | ------------- | ----------------- |
| украинцы       | 444           | 54.68             |
| молдаване      | 277           | 34.11             |
| русские        | 88            | 10.84             |
| румыны         | 1             | 0.12              |
| гагаузы        | 1             | 0.12              |
| прочие         | 1             | 0.12              |
| Всего          | 812           | 100%              |